# Boris Pilato
Boris Pilato (* 6. Mai 1914 in Görz oder Marburg an der Drau; † 7. Juni 1997 in Essen) war ein Tänzer, Choreograf, Ballettdirektor und Opernregisseur aus dem Friaul oder Slowenien.

## Leben und Werk
Pilato war nach einer klassischen Ausbildung am Konservatorium in Laibach sowie in Belgrad zunächst als Solotänzer aktiv und wirkte als solcher u. a. in Belgrad, Graz, Paris, München, Danzig, Berlin, Baden bei Wien, Salzburg, Innsbruck. Nach Abschluss seiner aktiven Tänzerkarriere (in Biel) wirkte er langjährig – überwiegend in Zusammenarbeit mit Anton Vujanic – als Choreograph, Opern- und Operettenregisseur sowie Ballettdirektor in Bonn, Lübeck, Gelsenkirchen, Essen (unter den Intendanten Erich Schumacher, Jürgen Dieter Waidelich und Ulrich Brecht) sowie Dortmund.
Pilato galt in den 1950er Jahren wie Tatjana Gsovsky, Wacław Orlikowski, Erich Walter und andere als Pionier der Moderne im klassischen Ballett. Er erarbeitete weit über 200 Choreographien (darunter mehr als vierzig in Essen), dies sowohl auf zeitgenössische Musik (darunter auch eine ganze Reihe von Musik-Uraufführungen) als auch neue Choreographien für die großen klassischen Handlungsballette.
Zu den wichtigsten Protagonistinnen seiner Truppe gehörten im Laufe der Jahre u. a. Vanja Bourgoudjieva, Yvette Chauvire, Renate Deppisch, Jeane Ingels, Ute Lichtenthäler, Vjera Markovic, Annemarie Nickisch, Christa Piroch, Michèle Poupon, Adele Zurhausen. Zu den wichtigsten männlichen Tänzern, mit denen er langjährig zusammenarbeitete, gehörten die Solotänzer Uwe Evers
, Eugeniusz Jakubiak, Rainer Köchermann, der nachmalige Berliner Ballettchef Gert Reinholm, Ulrich Röhm, Janez Samec und Henk van der Veen.
Zu der mit Ruhr-Bischof Franz Hengsbach erörterten Veröffentlichung seiner Memoiren unter dem Titel „Wir tanzten als der Himmel brannte“ ist es dann nicht mehr gekommen.

## Choreographische Arbeiten (Auswahl)
Uraufführungen nach Konzertmusik
- Boléro (Essen 1967), Musik von Maurice Ravel
- Symphonie en ut majeur (Essen 1968), Musik von Georges Bizet
- Symphonie classique (Essen 1972), Musik von Sergei Prokofjew
- Erste Sinfonie (Essen 1972), Musik von Dmitri Schostakowitsch
- Eine kleine Nachtmusik (Essen 1967), Musik von Wolfgang Amadeus Mozart

Neuchoreographierte Klassische Handlungsballette und sonstige Handlungsballette (Uraufführungen)
- Giselle (Bonn 1953), Musik von Adolphe Adam, später wie die meisten frühen Choreografien noch mehrfach neu erarbeitet
- Les demoiselles de la nuit (Essen 1967), Musik von Jean Françaix
- Joan und Zarissa (Essen 1967), Musik von Werner Egk
- Apollon und Daphne (Essen 1967), Musik von Hermann Naß
- Romeo und Julia (Essen 1968), Musik von Sergei Prokofjew
- Der Mohr von Venedig (Essen 1969), Musik von Boris Blacher
- Der Teufel im Dorf (Essen 1970), Musik von Fran Lhotka
- Abbandonate (Essen 1970), Musik von Milko Kelemen
- Hamlet (Essen 1972), Musik von Boris Blacher
- Der verdorrte Zweig (Essen 1972), Musik von Milko Kelemen
- Cinderella (Essen 1974), Musik von Sergei Prokofjew
- Johanaan (Essen 1975), Musik von Josep Fribec
- Der Feuervogel (Essen 1975), Musik von Igor Strawinsky
- Coppélia (Essen 1976), Musik von Léo Delibes
- Schwanensee (Essen 1976), Musik von Pjotr Iljitsch Tschaikowski
- Orpheus (Essen 1976), Musik von Igor Strawinsky
- Le sacre du printemps, Musik von Igor Strawinsky
- Abraxas (Essen 1977), Musik von Werner Egk
- Dornröschen (Essen 1978), Musik von Pjotr Iljitsch Tschaikowski
- Medea (Essen 1978), Musik von Kresimir Fribec
- Petruschka (Essen 1979), Musik von Igor Strawinsky
- Il combattimento di Tancredi e Clorinda (Essen 1979), Musik von Claudio Monteverdi
- El amor brujo (Der Liebeszauber) (Essen 1979), Musik von Manuel de Falla
- Auferstehung (Essen 1980), Musik von Peter Baberkoff
- Carmina burana (Essen 1980), Musik von Carl Orff

## Auslands-Gastspiele der Pilato-Truppe
- 1968 Luxemburg
- 1970 Barcelona
- 1976 Teheran Talar-e Rudaki
- 1970 Barcelona mit der Tannhäuser-Produktion (Venusberg) der Essener Oper
- 1979 Finnland

## Fernsehaufzeichnungen
- 11. März 1960: Orpheus, Ballett in drei Szenen mit Musik von Strawinsky (Klavierauszug von Leopold Spinner), Choreographie: Boris Pilato.[14]
- 10. Oktober 1960: Paolo und Francesca nach Dante, Ballett mit Musik von Tschaikowski, Choreographie: Boris Pilato.[15]
- 1981: Pilato-Matinée, in Hier und heute im WDR.

## Privates
Verheiratet war Pilato mit der slowenischen Primaballerina Erna Mohar (* 13. Mai 1905 in Laibach; † 1972), die wiederum in erster Ehe mit Alois Vodischek verheiratet war.